# Dover (hrad)

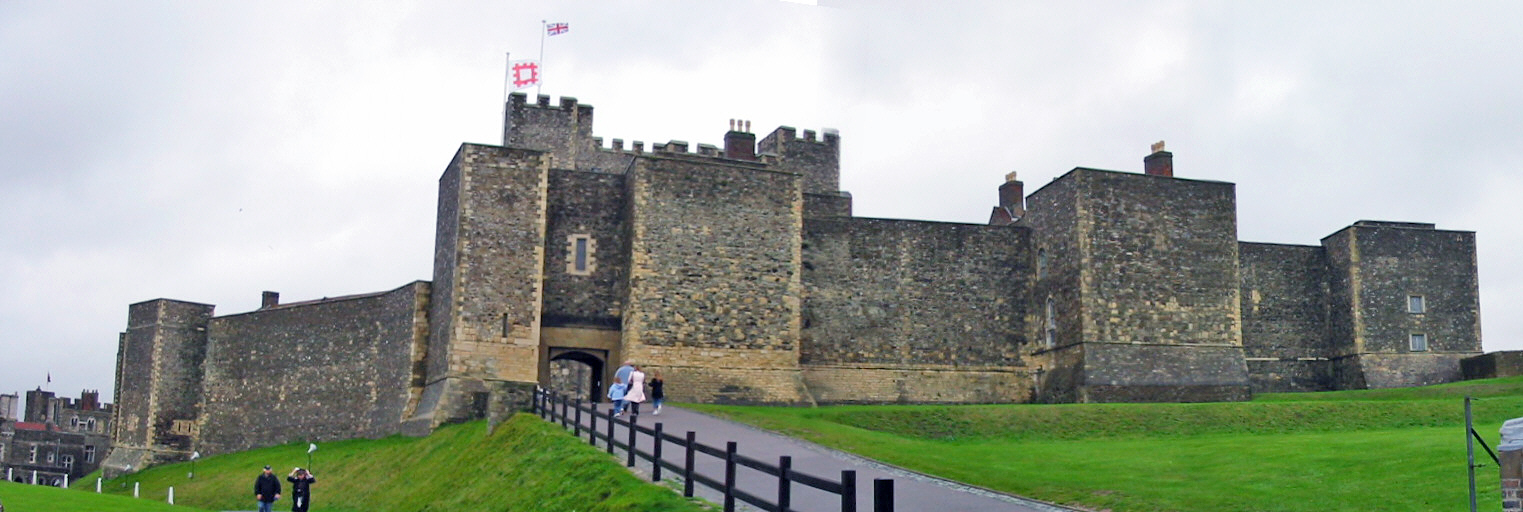
Vstup do vnitřní části Doverského hradu

Dover je středověký hrad stojící nad městem Dover v anglickém hrabství Kent. Byl založen ve 12. století králem Jindřichem II. a byl popisován jako „klíč do Anglie“, kvůli jeho obrannému významu v celé historii Anglie. Jedná se o největší anglický hrad.

## Starověký Řím
Původně byla do dějin Doveru započítána i doba železná nebo období dříve, než Římané napadli Anglii (43). Bylo tak navrženo na základě neobvyklého vzoru opevnění, který nesouhlasí s opevněním středověkého hradu, ale archeologické výkopy u hradu nenalezly žádné důkazy prehistorické aktivity. Stavba také zahrnuje jeden 24metrový doverský římský maják z původních dvou.

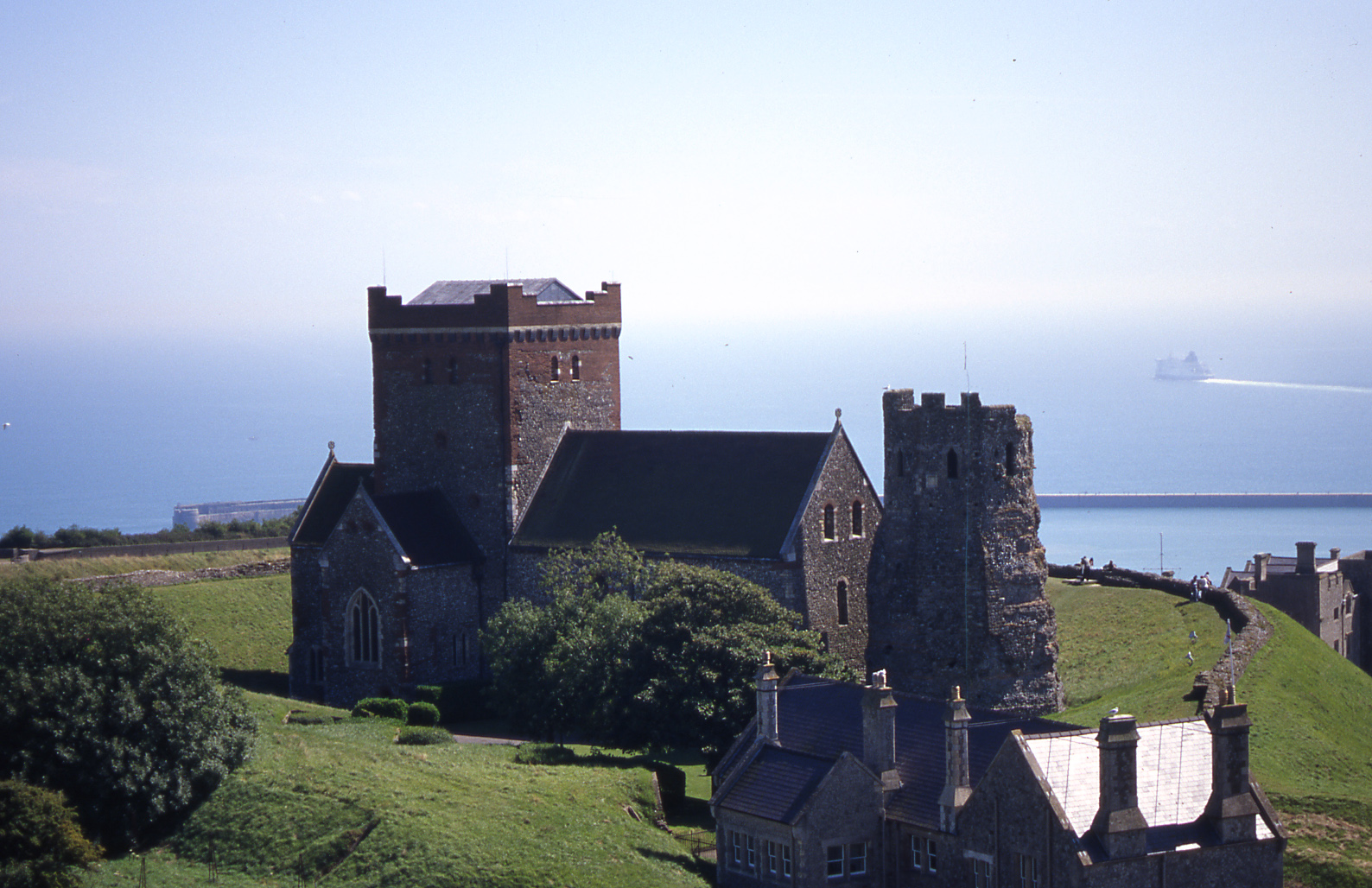
kostel St Mary in Castro

## Sasové a brzcí Normané
Po bitvě u Hastingsu v říjnu 1066 Vilém Dobyvatel a jeho vojsko pochodovali do Westminsterského opatství kvůli korunovaci Viléma na krále. Pochodovali oklikou přes Romney Marsh, Dover, Canterbury, Surrey a Berkshire. Od založení Cinque Ports v roce 1050 byl Dover vždy hlavním členem. To byl také důvod, proč poprvé upoutal pozornost krále Viléma. Za jeho vlády se hrad dočkal oprav, hlavně saský kostel St Mary in Castro.

## Od Jindřicha II. do raného středověku
Za vlády Jindřicha II. začal hrad nabývat rozeznatelný tvar. Do tohoto období patří například Velká tvrz. Za stavbu byl zodpovědný Maurice Stavitel. Tato tvrz byla jednou z posledních postavených obdélníkových tvrzí.
V roce 1216 skupina rebelských baronů vyzvala Ludvíka VIII., aby se zmocnil anglického trůnu. Francouzský král se sice zmocnil Londýna i dalších důležitých měst, ale Dover stále odolával. Bylo proraženo několik prvních zdí, ale tvrz dobýt nedokázal. Po dobývání které trvalo tři měsíce Hubert de Burgh, konstábl hradu, a jeho posádka stáli stále pevně, Ludvík se vrátil do Londýna a neměl jinou možnost než příměří. Jeho plán byl ale zmařen posádkou Doveru, která podkopala jeho pokusy o komunikaci s Francií. To, že poslal na druhé dobývání Doveru ještě víc svých mužů, vedlo k těžkým ztrátám v bitvě u Lincolnu. De Burgh vedl anglické loďstvo k přesvědčivému vítězství při pobřeží v srpnu 1217.
Za Tudorovců byla obrana posílena střelným prachem. Jindřich VIII. osobně navštívil hrad a nechal posílit bezpečnostní opatření. Během občanské války byl hrad držen pro krále, ale byl dobyt trikem parlamentovců bez jediného výstřelu.
 

## Napoleonské války
Na konci 18. století, během napoleonských válek, začala masivní přestavba hradu. Dover se stal posádkovým městem, takže byly zapotřebí kasárny a skladiště pro další jednotky a jejich vybavení. Řešení přijaté vrchním inženýrem Twissem a královskými inženýry bylo vytvořit komplex kasáren asi 15 metrů pod vrcholem útesu. První vojáci byli ubytováni v roce 1803. Během napoleonských válek zde bylo ubytováno přes 2000 vojáků a dodnes jsou jedinými podzemními kasárnami v Británii.
Na konci Napoleonských válek byly tunely použity Pobřežní blokádní službou pro boj proti pašování, ale v roce 1826 bylo sídlo přesunuto blíže ke břehu. Tunely pak zůstaly opuštěny na více než sto let.

## Druhá světová válka
Blížící se pád Francie kvůli německé invazi volal po evakuaci Dunkerque ze země. 26. května 1940 byl signál k zahájení operace Dynamo přijat v Doveru. Viceadmirál Ramsay řídil nebezpečnou misi, která usilovala o evakuaci 40 000 vojáků. Napadeni vojáci byli v obklíčení Němci, a přesto byla akce velmi úspěšná. Winston Churchill oznámil poslanecké sněmovně, že bylo zachráněno 338 000 vojáků. Ramsay pokračoval v operacích z Doveru rozšířením tunelů kvůli stavbě nemocnice a velícího střediska.
Vojenské operace v Doveru však neskončily s druhou světovou válkou. V nejvyšším utajení se tunely staly centrem pro nukleární válečné operace. Byla nainstalována nová komunikační zařízení, filtrace vzduchu a systémy výroby energie, aby se tunely mohly stát sídlem pro vládu v případě útoku. Od tohoto plánu však bylo upuštěno, když se zjistilo, že tunely nedokážou dostatečně chránit proti radiaci. Armáda v roce 1984 tunely opustila a ty pak přešly do péče Anglického dědictví.